# Dolcenera
Dolcenera, vlastním jménem Emanuela Traneová (* 16. května 1977 Galatina), je italská zpěvačka a skladatelka, zaměřená na pop music a pop rock.
Vystudovala strojírenství na Florentské univerzitě. Od třinácti let se věnovala zpěvu, hře na klavír a komponování písní, od šestnácti zpívala se skupinou I Codici Zero. Hvězdou pop music se stala díky spolupráci s producentem Luciem Fabbrim. V roce 2002 vydala první singl „Solo tu“, v roce 2003 získala cenu pro nejlepšího nováčka na Festivalu Sanremo. V roce 2005 vyhrála televizní talentovou soutěž Music Farm a její album Un mondo perfetto se stalo platinovou deskou. Získala také Venice Music Awards (2009) a třikrát Premio Lunezia (2009, 2015 a 2017). Hrála ve filmech Il nostro messia (2006) a Scrivilo sui muri (2007). S dalšími italskými umělci nazpívala píseň „Domani 21/04.2009“, jejíž výtěžek byl určen obětem zemětřesení v L'Aquile 2009 a která se dostala do čela italské hitparády. Byla porotkyní televizní soutěže The Voice of Italy. Před volbami v roce 2013 podpořila Demokratickou stranu.
Pseudonym, který znamená „sladká a černá“, převzala ze stejnojmenné písně Fabrizia De Andrého.

## Diskografie
- Sorriso nucleare (2003)
- Un mondo perfetto (2005)
- Il popolo dei sogni (2006)
- Dolcenera nel paese delle meraviglie (2009)
- Evoluzione della specie (2011)
- Le stelle non tremano (2015)